# Adolf Bastian
Adolf Bastian (født 26. juni 1826 i Bremen, død 2. februar 1905 i Port-of-Spain, Trinidad og Tobago) var en polyhistor som levede i det 19. århundrede og mest huskes for hans bidrag til etnografien og udviklingen af antropologi som en disciplin. Han kom også med bidrag til moderne psykologi i form af en teori om Elementargedanke, som påvirket Carl Gustav Jungs udvikling af hans teori om arketyper. Endvidere udøvede Bastian påvirkning på Joseph Campbell i hans studier af komparativ mytologi.
Adolf Bastian har givet navn til Bastianøerne på Svalbard.

## Liv og virke

### Baggrund
Bastian stammede fra en anset købmandsfamilie i Bremen. Han studerede retsvidenskab ved Universitetet i Heidelberg og medicin og naturvidenskab ved Humboldt-Universität zu Berlin, Universitetet i Jena og ved Universitetet i Würzburg

### Bastians rejser
Bastian, som blev doktor i medicin i 1850, tog ud på sin første verdensrejse som skibslæge det følgende år. Rejsen strakte sig over otte år. Han besøgte Peru og Mexico, Kina, Bag- og For-Indien, Palæstina, Afrika og Australien. Den vigtigste betydning af reisen var det i 1860 offentliggjorte værk Der Mensch in der Geschichte, hvor han trak grundlinjerne for sin forskning op.
Bastians rejse 1861-65 blev viet til det asiatiske kontinent. Sine forskningsresultater offentliggjorde han i Die Völker des östlichen Asien (6 bind, 1866-71). Efter sin anden store rejse slog Bastian sig for alvor ned i Tyskland, blev privatdocent i etnologi ved Universitetet i Berlin, senere eksraordinær professor i samme emne og direktørassistent ved de kongelige museer. Bastians store livsopgave var at skabe et altomfattende museum i Berlin. På alle sine rejser havde han samlet materiale til dette.
I år 1873 foretog han en fem måneders lang rejse langs Loangokysten; den fjerde rejse 1875-76 gik gennem Syd- og Mellemamerikas vestlige stater og Nordamerika og resulterede i omfattende samlinger og værket Die Kulturländer des alten Amerika (1878-89). En femte rejse gik 1878-80 over Persien til Indien og over Oceanien til New Zealand og Hawaii, via USA og Yucatán tilbage til Europa.
Den 18. december 1886 kunne Bastian se Königliches Museum für Völkerkunde i Berlin blive åbnet. I år 1889 begyndte han en rejse igen, den sjette 1889-91 gik til Turkestan, Indien og Østafrika, den syvende 1896-1901 til Java og Bali, den ottende 1901-03 til Ceylon. I 1903 startede den da 77-årige forsker sin sidste rejse, som førte ham til Vestindien, hvor han døde.

### Etnologen
Bastian kom til at gøre en betydelig indsats for udviklingen af Gesellschaft für Erdkunde zu Berlin. Han var en af grundlæggerne af Berliner Gesellschaft für Anthropologie, Ethnologie und Urgeschichte i 1896 og grundlagde i 1869 sammen med Robert Hartmann Zeitschrift für Ethnologie. Ved siden af sin øvrige særdeles mangesidige virksomhed virkede Bastian ved sit forfatterskab for den såkaldte folkepsykologi. Blandt hans mange værker kan nævnes Beiträge zur vergleichenden Psychologie (1868), Rechtsverhältnisse bei verschiedenen Völkern der Erde (1872), Etnhnologische Forschungen (1872), Geographische und ethnologische Bilder (1873).
Bastian fik gennem sine rejser stærkt indtryk af de kulturelle ligheder, som han stødte på i helt forskellige regioner og betonede opfattelsen om alle folks ligeartede psykiske beskaffenhed ved at forfægte, at som følge af universelt delte elementærtanker (Elementargedanke) tenderede folk på samme udviklingsstadium, som stod stillet over for ensartete problemer, at indenfor grænsen for de af naturforholdene vilkår finde samme former for løsninger.
Adolf Bastian er begravet på Südwestkirchhof Stahnsdorf i Brandenburg.

## Forfatterskab
- Ein Besuch in San Salvador, der Hauptstadt des Königreichs Kongo. Bremen 1859 (Digitalisat)
- Der Mensch in der Geschichte. 3 Bände, Leipzig 1860 (Digitalisat)
- Die Völker des östlichen Asien. 6 Bände, Jena 1866–1871
- Das Beständige in den Menschenrassen und die Spielweite ihrer Veränderlichkeit. Berlin 1868
- Beiträge zur vergleichenden Psychologie. Berlin 1868
- Sprachvergleichende Studien. Leipzig 1870
- Ethnologische Forschungen. 2 Bände, Jena 1871–1873
- Geographische und ethnologische Bilder. Jena 1873
- Die deutsche Expedition an die Loangoküste. 2 Bände, Jena 1874–1875
- Schöpfung oder Entstehung. Jena 1875
- Die Kulturländer des alten Amerika. 3 Bände, Berlin 1878–1889
- Die heilige Sage der Polynesier : Kosmogonie und Theogonie. Brockhaus, Leipzig 1881. (Online).
- Der Völkergedanke im Aufbau einer Wissenschaft vom Menschen. Berlin 1881. )
- Die Vorgeschichte der Ethnologie. Berlin 1881
- Steinskulpturen aus Guatemala. Berlin 1882
- Der Buddhismus in seiner Psychologie. Berlin 1882
- Amerikas Nordwestküste. Berlin 1883
- Inselgruppen in Oceanien. Berlin 1883
- Völkerstämme am Brahmaputra. Berlin 1883
- Zwei Worte über Kolonialweisheit. Berlin 1883
- Indonesien. 5 Lieferungen, Berlin 1884–1894
- Allgemeine Grundzüge der Ethnologie. Berlin 1884
- Religionsphilosophische Probleme auf dem Forschungsfelde buddhistischer Psychologie und der vergleichenden Mythologie. Berlin 1884
- Der Fetisch an der Küste Guineas. Berlin 1884
- Der Papua des dunklen Inselreichs. Berlin 1885
- In Sachen des Spiritismus. Berlin 1886
- Zur Lehre von den geographischen Provinzen. Berlin 1886
- Die Seele indischer und hellenistischer Philosophie in den Gespenstern moderner Geisterseherei. Berlin 1886
- Die Welt in ihren Spiegelungen unter dem Wandel des Völkergedankens. Berlin 1887
- Einiges aus Samoa und anderen Inseln der Südsee. Berlin 1889
- Über Klima und Acclimatisation. Berlin 1889
- Wie das Volk denkt. Berlin 1892
- Ideale Welten. 3 Bände, Berlin 1893
- Vorgeschichtliche Schöpfungslieder. Berlin 1893
- Die Verbleibsorte der abgeschiedenen Seelen. Berlin 1893
- Kontroversen in der Ethnologie. Berlin 1893−1894
- Zur Mythologie und Psychologie der Nigritier in Guinea. Berlin 1894
- Die samoanische Schöpfungssage und Anschließendes aus der Südsee. Weimar 1895
- Ethnische Elementargedanken in der Lehre vom Menschen. 2 Abt. Berlin 1895
- Zur Lehre vom Menschen in ethnischer Anthropologie. 2 Abt. Berlin 1895
- Die Denkschöpfung umgebender Welt aus kosmogonischen Vorstellungen. Berlin 1896
- Lose Blätter aus Indien. I–VII, Berlin 1897–1899
- Die mikronesischen Kolonien aus ethnologischem Gesichtspunkte. Berlin 1899
- Die Völkerkunde und der Völkerverkehr. Berlin 1900
- Der Völkerverkehr und seine Verständigungsmittel im Hinblick auf China. Berlin 1900
- Die wechselnden Phasen im geschichtlichen Sehkreis. I–IV, Berlin 1900
- Kulturhistorische Studien unter Rückbeziehung auf den Buddhismus. Berlin 1900
- Die Probleme humanistischer Fragestellungen und deren Beantwortungsweise unter den Zeichen der Zeit. Berlin 1901
- Der Menschheitsgedanke durch Raum und Zeit. 2 Bände, Berlin 1901
- Das Geschichtsdrama am Cap aus der Vogelperspektive. Berlin 1901 (anonym erschienen)
- Die Lehre vom Denken. 3 Bände, Berlin 1902–1905